# Мехді Мохсеннеджад
Мехді Мохсеннеджад (перс. مهدی محسن‌نژاد; нар. 9 грудня 1998, Бехбахан, Хузестан) — іранський борець греко-римського стилю, дворазовий срібний та бронзовий призер чемпіонатів Азії, володар Кубку світу у команді, учасник Олімпійських ігор.

## Життєпис
Дворазовий бронзовий (2018, 2019) та срібний (2021) призер чемпіонатів світу серед молоді. У 2019 році також здобув бронзову медаль чемпіонату Азії серед молоді.

## Спортивні результати на міжнародних змаганнях

### Виступи на Олімпіадах
| Змагання                    | Збірна | Вагова категорія                 | Місце |
| --------------------------- | ------ | -------------------------------- | ----- |
| Літні Олімпійські ігри 2024 | Іран   | греко-римська боротьба, до 60 кг | 5     |

### Виступи на Чемпіонатах світу
| Змагання                        | Збірна | Вагова категорія                 | Місце |
| ------------------------------- | ------ | -------------------------------- | ----- |
| Чемпіонат світу з боротьби 2022 | Іран   | греко-римська боротьба, до 60 кг | 11    |
| Чемпіонат світу з боротьби 2023 | Іран   | греко-римська боротьба, до 60 кг | 5     |

### Виступи на Чемпіонатах Азії
| Змагання                       | Збірна | Вагова категорія                 | Місце  |
| ------------------------------ | ------ | -------------------------------- | ------ |
| Чемпіонат Азії з боротьби 2020 | Іран   | греко-римська боротьба, до 60 кг | Бронза |
| Чемпіонат Азії з боротьби 2021 | Іран   | греко-римська боротьба, до 60 кг | Срібло |
| Чемпіонат Азії з боротьби 2022 | Іран   | греко-римська боротьба, до 60 кг | Срібло |
| Чемпіонат Азії з боротьби 2023 | Іран   | греко-римська боротьба, до 60 кг | 8      |

### Виступи на Кубках світу
| Змагання                    | Збірна | Вагова категорія | Місце  |
| --------------------------- | ------ | ---------------- | ------ |
| Кубок світу з боротьби 2022 | Іран   | команда          | Золото |

### Виступи на інших змаганнях
| Змагання                                            | Збірна | Вагова категорія                 | Місце  |
| --------------------------------------------------- | ------ | -------------------------------- | ------ |
| Клубний чемпіонат світу з боротьби 2018             | Іран   | команда                          | Бронза |
| Турнір Вехбі Емре і Гаміта Каплана 2019             | Іран   | греко-римська боротьба, до 60 кг | Бронза |
| Відкритий чемпіонат Загреба з боротьби 2023         | Іран   | греко-римська боротьба, до 60 кг | Золото |
| Турнір К. У. Кожомкула і Р. Санатбаєва 2023         | Іран   | греко-римська боротьба, до 60 кг | Бронза |
| Турнір Яшара Догу, Вехбі Емре і Гаміта Каплана 2024 | Іран   | греко-римська боротьба, до 60 кг | 18     |
| Меморіал Імре Поляка та Яноша Варги 2024            | Іран   | греко-римська боротьба, до 60 кг | Срібло |

### Виступи на змаганнях молодших вікових груп
| Змагання                                      | Збірна | Вагова категорія                 | Місце  |
| --------------------------------------------- | ------ | -------------------------------- | ------ |
| Чемпіонат світу з боротьби серед юніорів 2016 | Іран   | греко-римська боротьба, до 50 кг | 5      |
| Чемпіонат світу з боротьби серед кадетів 2015 | Іран   | греко-римська боротьба, до 50 кг | 5      |
| Чемпіонат світу з боротьби серед молоді 2018  | Іран   | греко-римська боротьба, до 60 кг | Бронза |
| Чемпіонат Азії з боротьби серед молоді 2019   | Іран   | греко-римська боротьба, до 60 кг | Бронза |
| Чемпіонат світу з боротьби серед молоді 2019  | Іран   | греко-римська боротьба, до 60 кг | Бронза |
| Чемпіонат світу з боротьби серед молоді 2021  | Іран   | греко-римська боротьба, до 60 кг | Срібло |